# Krumbach (Vorarlberg)
Krumbach is een gemeente in de Oostenrijkse deelstaat Vorarlberg, gelegen in het district Bregenz (B). De gemeente heeft ongeveer 1000 inwoners.

## Geografie
Krumbach heeft een oppervlakte van 8,71 km². Het ligt in het westen van het land, meer in het bijzonder in het Vorderwald dat deel uitmaakt van het Bregenzerwald. Twee rivieren, de Weißach en de Bolgenach, stromen door Krumbach. Een bijzonder landschappelijk kenmerk van Krumbach zijn de talrijke venen.

## Cultuur en bezienswaardigheden
De parochiekerk Hl. Martin werd van inheemse bouwmeesters gebouwd en in 1806 gewijd. De kerkinrichting is deels barok en deels gebarokkiseerd uit de 18e en 19e eeuw.
De Giessen-brug is een houten brug over de rivier Bolgenach die in 1792 gebouwd werd. De brug is opgenomen in een wandelnetwerk en wordt vooral door wandelaars gebruikt die van Krumbach naar Riefensberg wensen te wandelen.
Door de vernieuwing van de brink in Krumbach in 1999 werd tot een Dorfbrunnen (de dorpse put) opdracht gegeven. De Bregenzerwälder kunstenaar Herbert Meusburger ontwierp de put die een portaal tussen het burgerlijke en het kerkelijke vertegenwoordigd.
De Bregenzerwald Umgang (Bregenzerwald wandeling) toont de vormgeving van twaalf dorpen, waaronder Krumbach, in het Bregenzerwald. Aan de hand van het landschap, openbare gebouwen, huizen en alledaagse objecten worden wandelaars geïnformeerd over de typische Bregenzerwälder architectuurstijl door de eeuwen heen. In Krumbach wordt er ook aandacht aan de venen besteed.
De BUS:STOP Krumbach is een project dat Vorarlberger ambacht en moderne architectuur verenigt. Architecten uit de hele wereld ontwierpen in 2013 zeven bushaltes die vervolgens door lokale arbeiders werden vervaardigd. Het lijkt op het project BUSSTOPS in Hannover uit de jaren 1990.

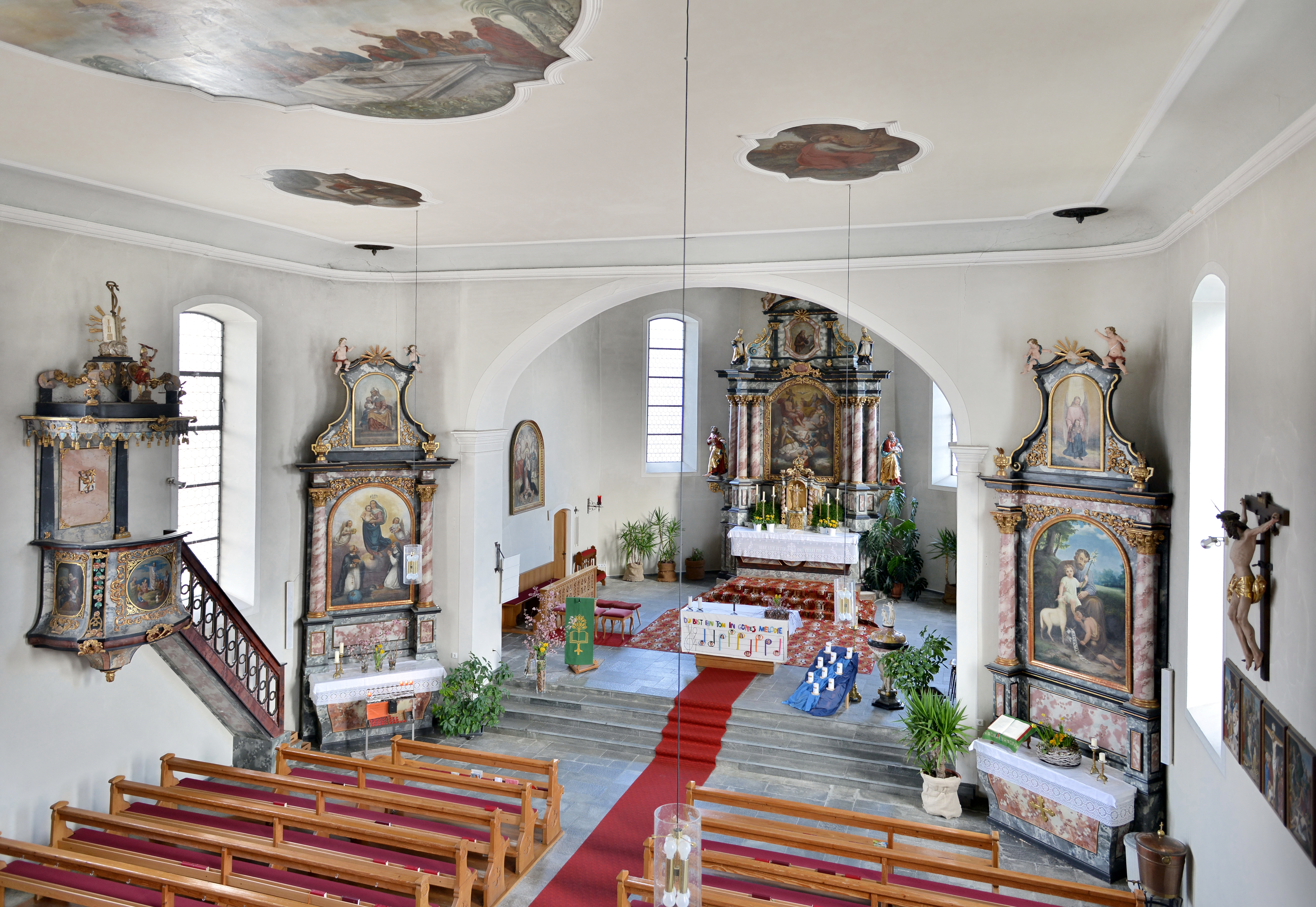
Parochiekerk Hl. Martin in Krumbach

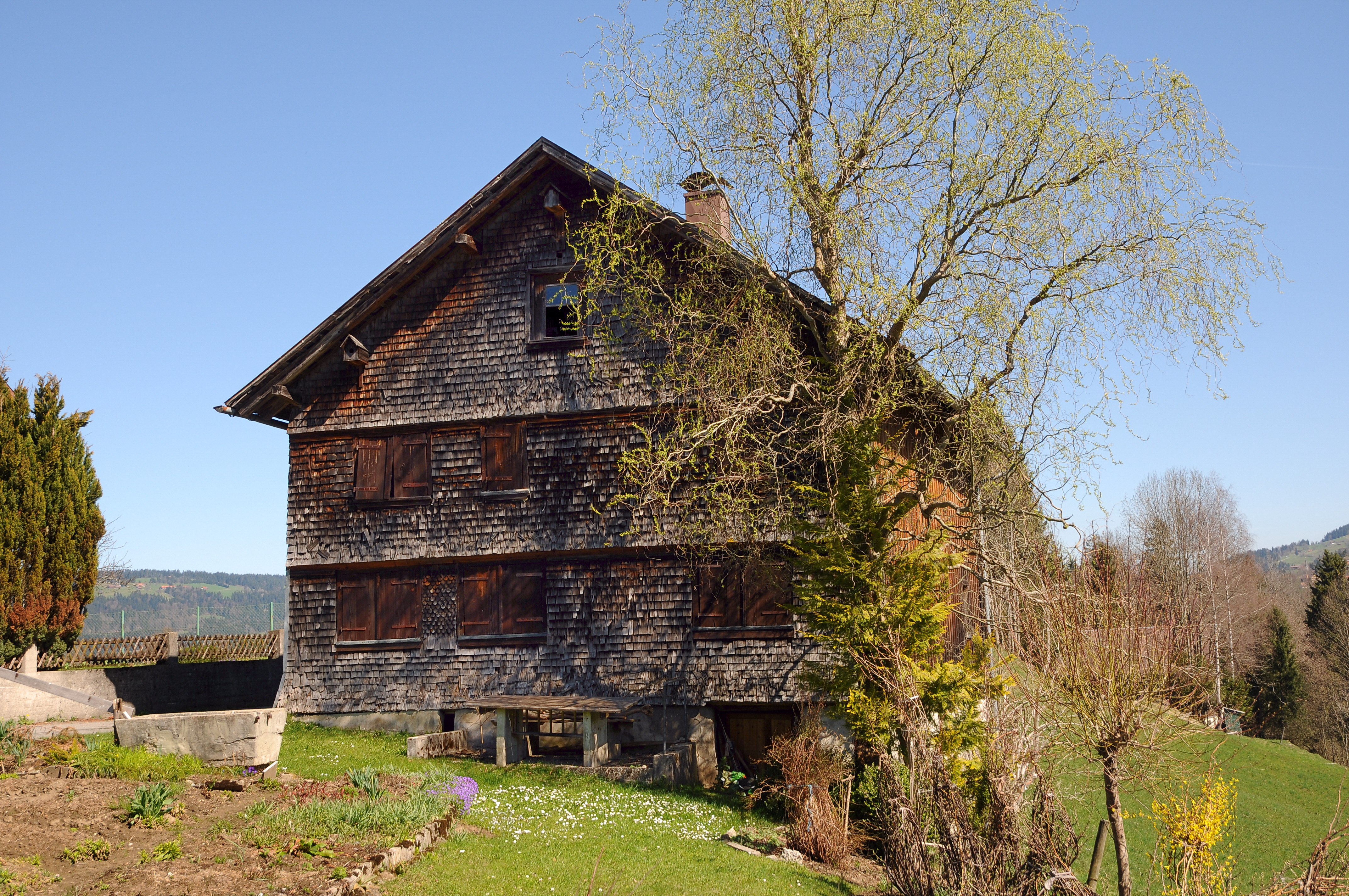
Officieel beschermd huis in Krumbach

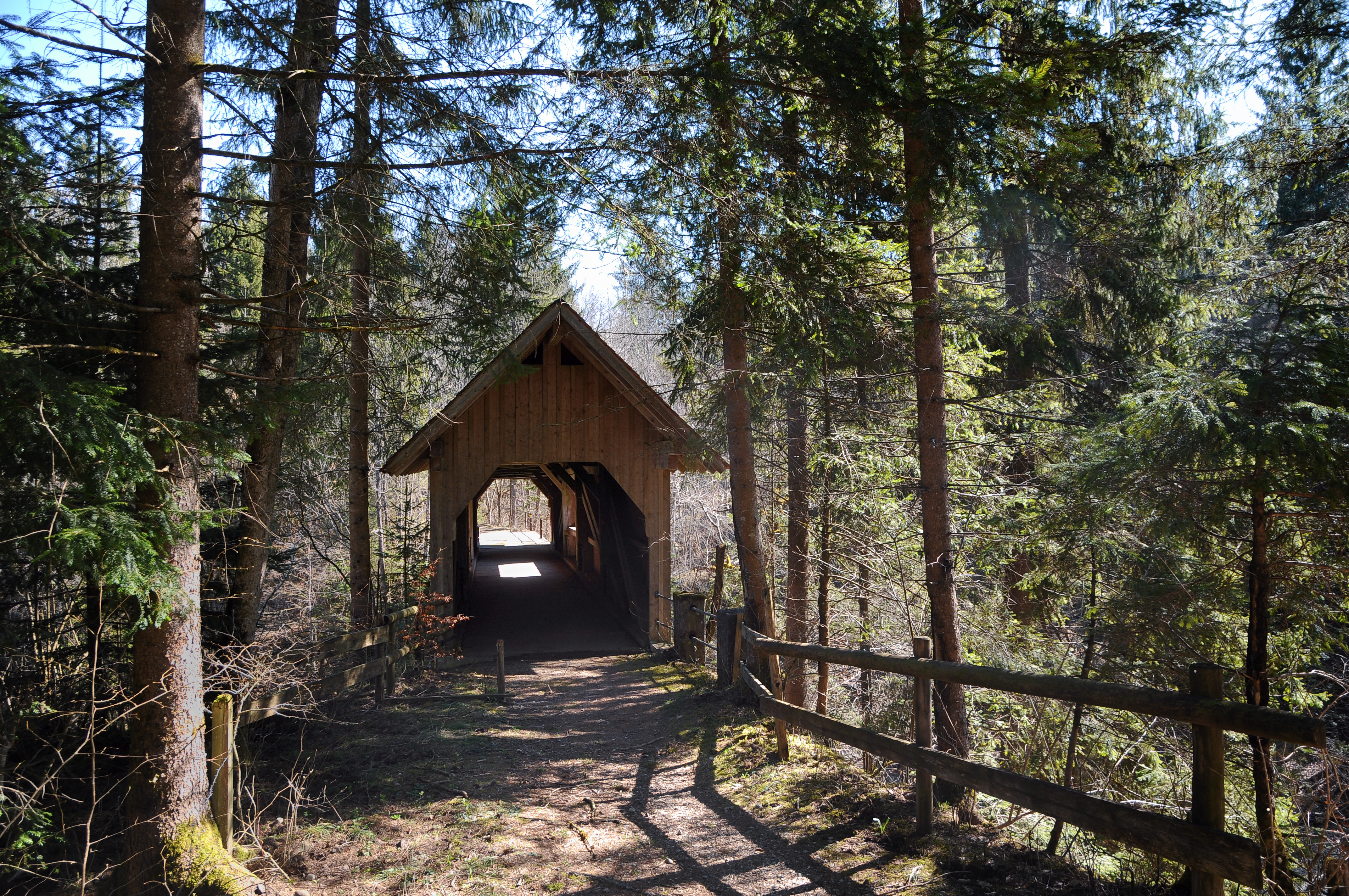
Gießenbrug in Krumbach

## Weblinks
- Website van de gemeente Krumbach

Alberschwende · Andelsbuch · Au · Bezau · Bildstein · Bizau · Bregenz (stad) · Buch · Damüls · Doren · Egg · Eichenberg · Fußach · Gaißau · Hard · Hittisau · Höchst · Hohenweiler · Hörbranz · Kennelbach · Krumbach · Langen bei Bregenz · Langenegg · Lauterach · Lingenau · Lochau · Mellau · Mittelberg · Möggers · Reuthe · Riefensberg · Schnepfau · Schoppernau · Schröcken · Schwarzach · Schwarzenberg · Sibratsgfäll · Sulzberg · Warth · Wolfurt
- Gemeinsame Normdatei: 4462397-5
- Virtual International Authority File: 247371675